# میهائل ژورا
میهائل ژورا (انگلیسی: Mihail Jora; ‏۱۴ اوت ۱۸۹۱ – ۱۰ مهٔ ۱۹۷۱) رهبر (موسیقی)، آهنگساز، و استاد دانشگاه ارمنی‌تبار اهل رومانی بود.